# Municipio de Valley (condado de Smith)
El municipio de Valley (en inglés: Valley Township) es un municipio ubicado en el condado de Smith en el estado estadounidense de Kansas. En el año 2010 tenía una población de 56 habitantes y una densidad poblacional de 0,6 personas por km².

## Geografía
El municipio de Valley se encuentra ubicado en las coordenadas 39°41′26″N 99°0′5″O / 39.69056, -99.00139. Según la Oficina del Censo de los Estados Unidos, el municipio tiene una superficie total de 93.16 km², de la cual 93,14 km² corresponden a tierra firme y (0,02 %) 0,02 km² es agua.

## Demografía
Según el censo de 2010, había 56 personas residiendo en el municipio de Valley. La densidad de población era de 0,6 hab./km². De los 56 habitantes, el municipio de Valley estaba compuesto por el 100 % blancos. Del total de la población el 0 % eran hispanos o latinos de cualquier raza.